# 脫氧胞苷
去氧胞苷（英語：Deoxycytidine）是一種屬於核苷的化合物，結構與胞苷相似，但少了一個氧原子。